# Чемпіонат світу з легкої атлетики 2017 — спортивна ходьба на 50 кілометрів (жінки)
Змагання зі спортивної ходьби на 50 кілометрів серед жінок були вперше представлені на чемпіонатах світу та проходили 13 серпня вулицями Лондона.

## Рекорди
На початок змагань основні рекордні результати були такими:
| WR | Інеш Енрікеш Португалія                   | 4:08.26                                   | Порту-де-Мош Португалія                   | 15 січня 2017                             |
| CR | відсутній (дисципліна проводилася вперше) | відсутній (дисципліна проводилася вперше) | відсутній (дисципліна проводилася вперше) | відсутній (дисципліна проводилася вперше) |
| WL | Інеш Енрікеш Португалія                   | 4:08.26                                   | Порту-де-Мош Португалія                   | 15 січня 2017                             |

Під час змагань був встановлений новий світовий рекорд:
| WR | Інеш Енрікеш Португалія | 4:05.56 | Лондон Велика Британія | 13 серпня 2017 |

## Розклад
| Дата           | Час початку | Стадія |
| -------------- | ----------- | ------ |
| 13 серпня 2017 | 7:45        | Фінал  |

Вказаний місцевий час (UTC+0)

## Результати

### Фінал
| Місце | Атлет          | Країна     | Час     | Примітки  |
| ----- | -------------- | ---------- | ------- | --------- |
| 1     | Інеш Енрікеш   | Португалія | 4:05.56 | WR        |
| 2     | Інь Хан        | Китай      | 4:08.58 | AR        |
| 3     | Ян Шуцін       | Китай      | 4:20.49 | PB        |
| 4     | Кетлін Бернетт | США        | 4:21.51 | AR        |
| 05 !  | Наір да Роза   | Бразилія   | DNF     |           |
| 06 !  | Сьюзен Рендалл | США        | DNF     |           |
| 07 !  | Ерін Талкотт   | США        | DQ      | R230.6(a) |